# Østtimor
Østtimor (portugisisk: Timor-Leste; tetum: Timor Lorosa'e), officielt Den Demokratiske Republik Østtimor (portugisisk: República Democrática de Timor-Leste; tetum: Repúblika Demokrátika Timór-Leste) er en suveræn stat i Sydøstasien. Østtimor består af den østlige del af øen Timor og ligger mellem Indonesien og Australien.
Østtimor har et areal på 14.919 km² og har 1.243.235(2017) indbyggere. Hovedstaden hedder Dili og er beliggende på øens nordkyst.
Efter 400 år som portugisisk koloni, 25 års indonesisk besættelse og 30 måneders FN-overgangsstyre blev Østtimor selvstændigt den 20. maj 2002.

## Etymologi
Navnet Timor kommer fra ordet timur, som betyder ”øst” på malajisk. Timor-Leste er det portugisiske navn på Østtimor.

## Geografi
Østtimor ligger på den østlige del af øen Timor, tilhører Malakkaarkipelaget og er den største og østligste blandt Små Sundaøer. Nord for øen ligger Ombaisundet og Wetarsundet, og syd for øen ligger Timorhavet som adskiller øen fra Australien. Vest for landet ligger på samme ø den indonesiske provins Nusa Tenggara Timur. Det højeste punkt i Østtimor er Mount Ramelau, som når en højde på 2 963 meter over havet.

### Klima
Landet har et tropisk klima, og det er normalt varmt og fugtigt, der forekommer dog regnfulde og tørre perioder.
| Vejr for Dili, Østtimor              | Vejr for Dili, Østtimor | Vejr for Dili, Østtimor | Vejr for Dili, Østtimor | Vejr for Dili, Østtimor | Vejr for Dili, Østtimor | Vejr for Dili, Østtimor | Vejr for Dili, Østtimor | Vejr for Dili, Østtimor | Vejr for Dili, Østtimor | Vejr for Dili, Østtimor | Vejr for Dili, Østtimor | Vejr for Dili, Østtimor | Vejr for Dili, Østtimor |
|                                      | Jan                     | Feb                     | Mar                     | Apr                     | Maj                     | Jun                     | Jul                     | Aug                     | Sep                     | Okt                     | Nov                     | Dec                     | År                      |
| ------------------------------------ | ----------------------- | ----------------------- | ----------------------- | ----------------------- | ----------------------- | ----------------------- | ----------------------- | ----------------------- | ----------------------- | ----------------------- | ----------------------- | ----------------------- | ----------------------- |
| Gennemsnitlig maks °C                | 31,3                    | 31,1                    | 31,2                    | 31,5                    | 31,3                    | 30,7                    | 30,2                    | 30,1                    | 30,3                    | 30,5                    | 31,4                    | 31,1                    | 30,9                    |
| Gennemsnitlig °C                     | 27,7                    | 27,6                    | 27,4                    | 27,4                    | 27                      | 26,8                    | 25,5                    | 25,1                    | 25,4                    | 26                      | 27,2                    | 27,4                    | 26,6                    |
| Gennemsnitlig min °C                 | 24,1                    | 24,1                    | 23,5                    | 23,5                    | 22,8                    | 21,9                    | 20,8                    | 20,1                    | 20,5                    | 21,5                    | 23                      | 23,6                    | 22,4                    |
| Gennemsnitlig nedbør mm              | 139,5                   | 138,7                   | 132,7                   | 104,3                   | 74,9                    | 58,4                    | 20,1                    | 12,1                    | 9                       | 12,8                    | 61,4                    | 144,9                   | 908,8                   |
| Kilde (2016): Deutscher Wetterdienst |                         |                         |                         |                         |                         |                         |                         |                         |                         |                         |                         |                         |                         |

### Byer
Hovedstaden er Dili, og den næststørste by er Baucau.  

## Transport
Den eneste internationale flyveplads ligger i Dili, og der findes flyvepladser i Baucau og Oecusse, som anvendes ved indenrigsflyvninger. Dilis flyveplads kan ikke tage imod større flyvemaskiner.

## Historie

### Tidlig historie
Timor har været beboet i cirka 40.000 år. De første indvandrere var Australider, som kom fra 40.000-20.000 f.Kr. Da isen senere smeltede, steg havoverfladen 5 meter eller mere. Derefter indtraf Pleistocæn, hvor det var istid i størstedelen af Europa. Da begyndte en anden folkevandring fra Melanesien 3.000 år f.Kr. Denne migration forårsagedes af, at havoverfladen hævedes efter istidens afslutning. Melaneserne havde udviklet bådebyggeri og navigationskunsten og bosatte sig ved Timors kyster. Den tredje gruppe af indvandrere var malajer og Hakka-folk fra Kina. Indvandrerne spredte sig ind i landet, hvor dyrkningsbetingelserne var mere fordelagtige. Timoreserne fik efterhånden kontakt med udlændinge, som oprettede handelsstationer.
I 1000-årene regerede de hinduiske kongeriger Shrivijaya på Sumatra og kongeriget Kediri på øen Java. Disse riger ekspanderede østpå og kom til at omfatte Timor. Handel med Song-dynastiet i Kina udvikledes fra 1100-tallet. Kinesiske handelsmænd havde opdaget sandeltræ på Timor og solgte denne efterspurgte vare i Indien og Kina.
Det sidste hinduiske kongerige Majapahit regerede mellem 1293 og 1500 og omfattede en stor del af det nuværende Indonesien. International handel udvikledes yderligere. Importen bestod især af tekstiler, metalvarer og ris i bytte mod sandeltræ, bivoks og slaver.
Da de første europæere kom til Timor, fandtes der flere kongeriger med kongerne Oibich, Lichisana, Suai og Canabaza. Oibich var den mægtigste og blev kaldt Wehale. Han regerede over de andre og betalte skat til Majapahit-imperiet.

### Møde med Portugal
Den første europæer, som gik i land på Timor, var António Abreu. Efter erobringen af Malakka blev Ambreu udpeget til leder af en ekspedition med den opgave at finde krydderøerne. På tilbagerejsen ankom man til det østlige Timor i januar 1512. De opdagede, at kinesere og arabere havde bedrevet handel med Timor i mange år. 
Tre år senere ankom en portugisisk ekspedition med dominikanerpræster og købmænd til distriktet Lifau på nordkysten. Den 18. august indviedes en Padrão (mindesten) for at markere stedet for den første landgang.
I januar 1522 ankom to skibe fra den første verdensomsejling. Ferdinand Magellan var død i en lokal krig på en ø i Philippinerne i april året inden. Ledere for de tilbageværende to skibe var spanieren Juan Sebastián de Elcano. Elcano begyndte at forhandle med indbyggerne om proviant, vand og peber. Det gik langsomt, og da tog besætningen en af lederne som gidsel og slap ham først, da de havde fået de eftertragtede varer.
Den første europæiske bosættelse oprettedes i 1556 af munke fra Portugal. Dili blev hovedstad i 1596. 

### Portugisisk Timor
Øen Timor koloniseredes af Portugal i midten af 1700-tallet. I 1702 dannedes kolonien Portugisisk Timor, og øen blev delt i Vesttimor og Østtimor. Efter langvarige konflikter i området med Nederlandene forlod Portugal Vesttimor i 1859 men beholdt Østtimor. Eksport af sandeltræ (næsten udryddet) blev erstattet af kaffe (1815), sukkerrør og bomuld. Portugal interesserede sig især for kystområderne og lod de indre dele af øen i fred frem til 1920-erne, da man forsøgte at få en bedre kontrol over kolonien.
Siden da har øen været delt. I 1941 var øen en kort periode under hollandsk og australsk styre, inden japanske styrker indtog øen (februar 1942). Under 2. verdenskrig var Østtimor okkuperet af Japan 1942-1945, da øen havde en strategisk beliggenhed for en eventuel invasion af Australien. Efter 1945 fik Portugal Østtimor tilbage som koloni. Omkring 50.000 timornesere var omkommet i kampe mod Japan.

### Vejen til selvstændighed
Diktaturet i Portugal blev styrtet ved Nellikerevolutionen i 1974 og demokratiske reformer indledte. Portugal forsøgte at indføre delvis selvstyre, og henvendte sig til tre politiske grupperinger. De to pro-indonesiske Uniao Democratica Timorense (UDT) og Associacao Popular Democritica Timorense (APODETI) dannede hurtigt alliancer og kuppede regeringsmagten. Frente Revolucioniria de Timor-Leste Independente (FRETILIN, pro-uafhængighed) modkuppede, okkuperede Dili og proklamerede Den Demokratiske Republik Øst-Timor. Østtimor blev efter en folkeafstemning selvstændigt den 28. november 1975. Selvstændigheden varede dog kun ni dage, inden Indonesien invaderede. I juni 1976 blev Østtimor en indonesisk provins. 
I kampen mellem guerillaen og det indonesiske militær beregnes mindst 100.000 personer at være blevet dræbt. Imidlertid fortsatte indbyggerne deres kamp for selvstændighed. I 1984 gav FRETILIN op og deklamerede den tidligere proklamerede republik.
Udover fordømmelse fra FN var der ikke meget internationalt engagement, og skønsmæssigt 250.000 mennesker omkom. Efter massakren på Santa Cruz kirkegård (1991) øgede kritikken. Biskop Carlos Filipe Ximenes Belo og José Ramos Horta (Nobels Fredspris, 1996) var vigtige ikke-voldelige aktører i arbejdet for at synliggøre problemet internationalt. Udløst af en krise i den indonesiske økonomi blev øen givet selvstændighed, og der blev udskrevet en FN-ledet folkeafstemning 30. august 1999. Over 78 % ønskede nyvalg (98 % valgdeltagelse), hvorefter militære grupper ødelagde infrastrukturen og hovedstaden Dili, samt deporterede 200.000 indbyggere til lejre i det indonesiske Vesttimor.
Den 20. september 1999 ankom INTERFET (International Force for East Timor) hvilket afsluttede voldsgerningerne. På trods af tilstedeværelsen af FN's fredsbevarende styrker blev over 2.000 dræbt.

### Selvstændig stat
En FN-ledet interimregering (1999-2002) og de politiske partier dannede en grundlov, og efter en gradvis magtoverførelse blev landet uafhængigt 20. maj 2002. Den tidligere leder i uafhængighedskampen Xanana Gusmão blev udnævnt til præsident, Mari Alkatiri blev statsminister og José Ramos Horta udenrigsminister.
Frem til sommeren 2004 havde landet tilstedeværelse af en FN-styrke på 9.500 mand. Forholdet til Indonesien har vedvarende været anstrengt.

## Politik

### FN-medlemskab
Østtimor blev medlem af FN den 27. september 2002.

### Præsidentskab
Landets første præsident blev Xanana Gusmão. Gusmão stillede ikke op for en anden periode i præsidentvalget 2007 men byttede i stedet embede med premierministeren José Ramos-Horta. Ramos-Horta blev skadet ved et skudattentat den 11. februar 2008. Han blev angrebet i præsidentresidensen og blev ramt af skud i maven.
Den siddende præsident Jose Ramos-Horta tabte ved præsidentvalget 2012. I anden valgrunde i april 2012 sejrede Taur Matan Ruak mod den tidligere ordfører, Fretilin-lederen Francisco Guterres ”Lu Olo”.

### Administrativ inddeling
Østtimor er inddelt i 14 distrikter, som er grupperede i 5 regioner. Disse distrikter er videre underinddelte i 65 smådistrikter, som atter er inddelte i 442 mindre administrative enheder, sucos.
|    | Distrikt  | Areal (km2) | Familier | Indbyggere | Densitet (/km2) |
| -- | --------- | ----------- | -------- | ---------- | --------------- |
| 1  | Lautém    | 1702        | 12.998   | 55.921     | 32.9            |
| 2  | Baucau    | 1494        | 22.659   | 100.326    | 67.2            |
| 3  | Viqueque  | 1781        | 15.115   | 65.245     | 36.6            |
| 4  | Manatuto  | 1706        | 8.338    | 36.719     | 21.5            |
| 5  | Dili      | 372         | 31575    | 173541     | 466.5           |
| 6  | Aileu     | 729         | 7.745    | 37.926     | 52.0            |
| 7  | Manufahi  | 1325        | 8.901    | 44.950     | 33.9            |
| 8  | Liquiçá   | 543         | 11.063   | 54.834     | 101.0           |
| 9  | Ermera    | 746         | 21.165   | 103.199    | 138.3           |
| 10 | Ainaro    | 797         | 11.527   | 52.476     | 65.8            |
| 11 | Bobonaro  | 1368        | 18.397   | 83.034     | 60.7            |
| 12 | Cova Lima | 1226        | 11.820   | 52.818     | 43.1            |
| 13 | Oecusse   | 815         | 13.659   | 57.469     | 70.5            |

Region 1
- Distrikter: Baucau, Lautem, Viqueque

Region 2
- Distrikter: Ainaro, Manatuto, Manufahi

Region 3
- Distrikter: Aileu, Dili, Ermera

Region 4
- Distrikter: Bobonaro, Covalima, Liquiçá

Region 5
- Distrikter: Oecusse

Distriktet Oecusse ligger på den vestlige del af øen Timor som en eksklave i den indonesiske provins Nusa Tenggara Timur. Af landets 442 sucos regnes 38 for at have bymæssig karakter, samlede i 15 centralsteder.

## Demografi
Efter okkupation og revolution, hvor en stor del af befolkningen omkom, er over halvdelen af befolkningen på omkring 1 million, under 18 år (1.066.000 fra folketællingen 2010).

### Religion
Befolkningen i Østtimor er, i modsætning til majoriteten i Indonesien, katolsk. Ifølge statistikker fra 1992 var omtrent 90 % af befolkningen registreret som katolikker, mens 3 % var registreret som protestanter, 4 % muslimer og 0,5 % hinduer. Det er imidlertid sandsynligt, at det internt i disse religionsgrupper også praktiseres animisme blandt enkelte af de registrerede medlemmer.

### Sprog
Østtimors to officielle sprog er portugisisk og tetum, et lokalt austronesisk sprog. I nationalforsamlingen er også indonesisk og engelsk defineret som arbejdssprog. Selv om Østtimor kun har omkring en million indbyggere, antages det, at der tales henved 30-35 sprog i landet, herunder blandt andet bekais, bunak, dawan, fataluku, galoli, habun, idalaka, kawaimina, kemak, lovaia, makalero, makasai, mambai, tokodede og wetaresisk.

## Økonomi
Østtimor er rangeret som nummer 120 på HDI (Indeks for menneskelig udvikling). Landet har en BNP på 628 millioner USD (2010 skøn), altså 2.600 USD pr indbygger. Østtimor er et jordbrugsland, og mellem 70 og 80 % af befolkningen lever af at dyrke afgrøder til eget forbrug. 
De vigtigste eksportartikler er kaffe, sandeltræ og marmor. Olie og gas er imidlertid hurtigt i gang med at etablere sig som vigtigste indtægtskilde. Landet har haft en positiv økonomisk udvikling de seneste år. Østtimor har været i en genopbygningsfase efter, at omtrent hele infrastrukturen i landet blev ødelagt i befrielseskrigen i 1999. I 2007 førte dårlig høst til sultrelaterede dødsfald, og sult i syv af Østtimors 65 subdistrikter.
Historisk set har sandeltræ, som bruges i parfume og terapeutiske midler, været hovedeksportproduktet fra Østtimor. Olie og gas er nu blevet en af de vigtigste indtægtskilder for landet, og de har oprettet Timor-Leste statslige investeringsfond. Østtimor mangler uddannede oliearbejdere og oliebureaukrater. Norge har derfor været involveret gennem Olje for utvikling med petroleumsrelaterede uddannelsesprojekter. Det samme har LO-forbundet Industri Energi.
Næringslivet for øvrigt er hovedsagelig jordbrug (kaffe, bomuld og ris), fiskeri og håndværk. Østtimor har en relativt profitabel kaffeindustri; særlig i takt med, at Fair Trade er blevet et mere eftertragtet koncept.